# Langarm-Einsiedler
Der Langarm-Einsiedler Pagurus longicarpus ist ein in seinem ursprünglichen Verbreitungsgebiet – der Atlantik- und Golfküste der Vereinigten Staaten sowie der Atlantikküste Kanadas – häufig vorkommender Einsiedlerkrebs.

## Merkmale

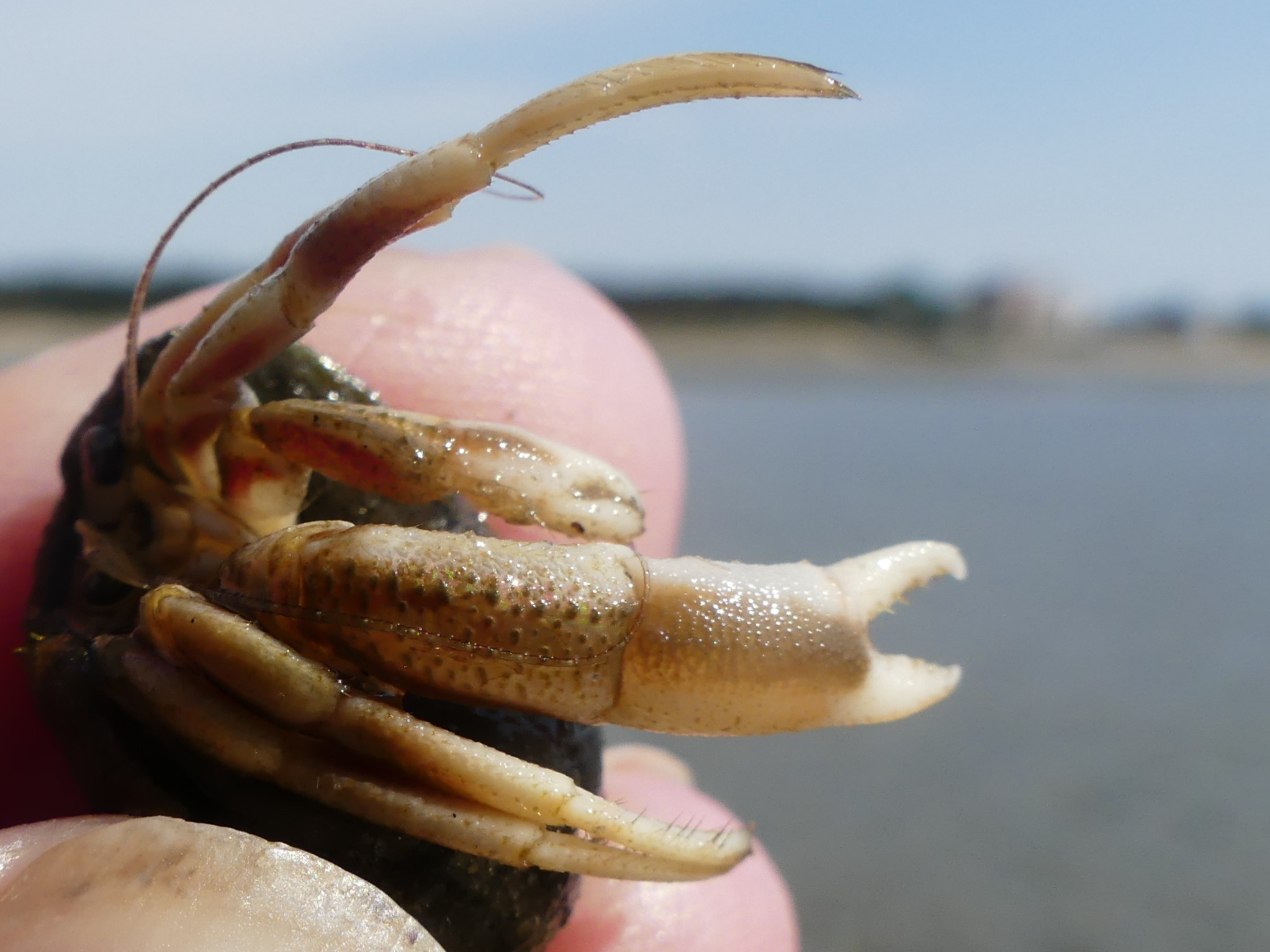
Langarm-Einsiedler in Strandschneckengehäuse

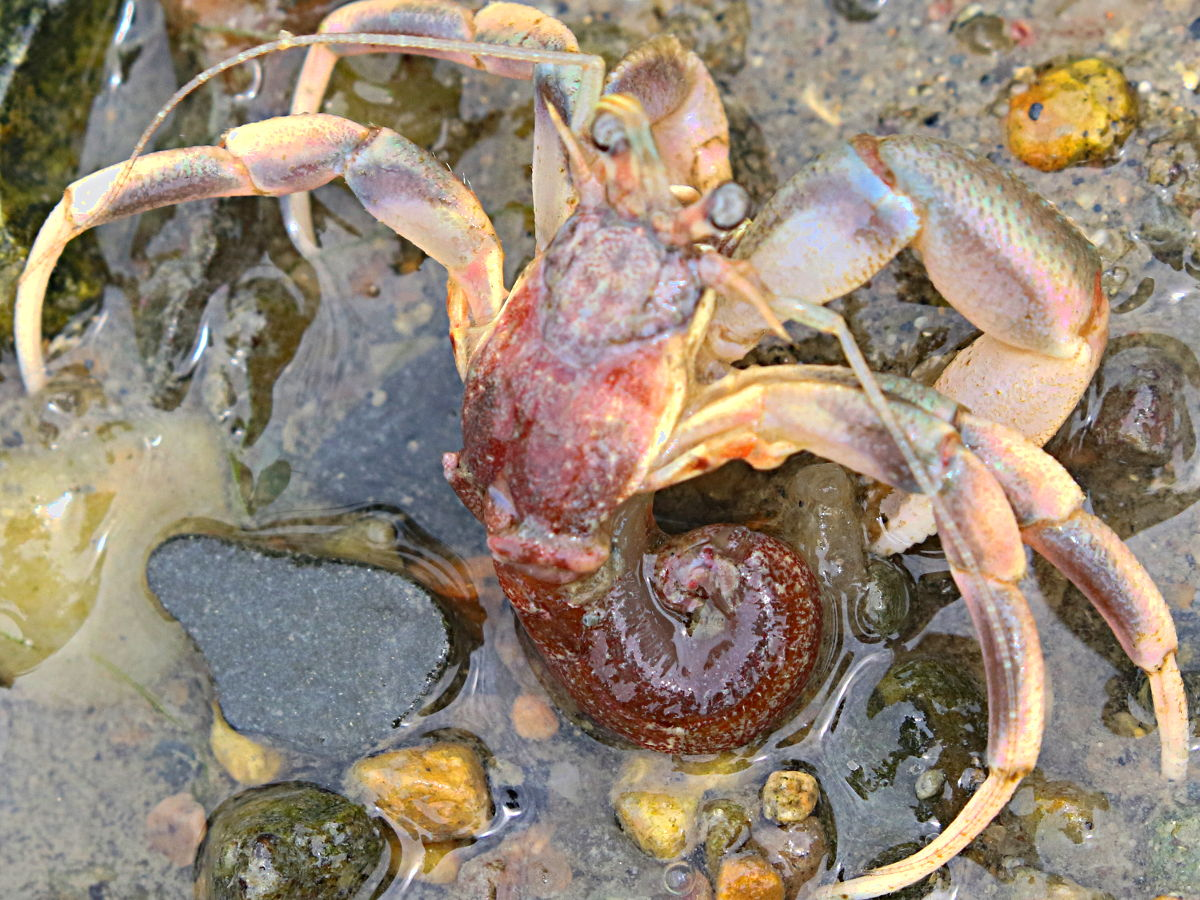
Langarm-Einsiedler ohne schützendes Schneckenhaus

Der Körper des Langarm-Einsiedlers kann bis zu 2,5 Zentimeter lang werden. Das zweite Glied hinter dem rechten Scherenbein ist gegenüber der Situation bei anderen Einsiedlerkrebsen verlängert und nahezu parallel zur Schere. Oft irisiert es im Lebendzustand grünlich. Der Langarm-Einsiedler bewohnt zum Schutz seines weichen Hinterleibes die Gehäuse von Gastropoden wie z. B. Strandschnecken. Er verankert sich im Schneckenhaus, indem er seinen Hinterleib um die Spindel des leeren Gehäuses wickelt.

## Verbreitung und Lebensraum
Pagurus longicarpus ist an der Atlantikküste Kanadas und der Vereinigten Staaten von Neuschottland bis Nordost-Florida sowie an der Golfküste der Vereinigten Staaten bis Texas verbreitet. Diese Einsiedlerkrebse kommen in der Gezeitenzone und der neritischen Schelfregion des Atlantiks auf verschiedensten Substraten und in Tiefen von bis zu 200 Meter vor. Am häufigsten findet man P. longicarpus von April bis Oktober in Gezeitentümpeln und während der Herbst- und Wintermonate in tieferen und wärmeren Wasserregionen. Während der Langarm-Einsiedler in den Gezeitentümpeln lebt, ist er extremen Temperatur- und Salzgehaltsschwankungen ausgesetzt, die durch die wechselnden Gezeiten und das sich ändernde Klima bedingt sind. An heißen, sonnigen Tagen steigen Temperatur und Salzgehalt in den Gezeitentümpeln oft rasch an, während sie an kühleren, regnerischen Tagen rasch sinken können. Bei Flut und Hochwasser können die Bedingungen in den Gezeitentümpeln sich an die des umgebenden Ozeans angleichen. Um unter diesen stark schwankenden Bedingungen überleben zu können, ist P. longicarpus in besonderem Maß auf das schützende Schneckenhaus angewiesen.
Angaben von Neumann, Knebelsberger, Barco and Haslob (2022) zufolge hat sich P. longicarpus als neozoische Art im nordfriesischen Wattenmeer angesiedelt. Möglicherweise ist dies durch Larven der Art geschehen, die im Ballastwasser von Schiffen über den Atlantik transportiert wurden. Auch aus den übrigen deutschen Wattenmeergebieten und von Helgoland gibt es Fundmeldungen.

## Ernährung
Langarm-Einsiedler sind Aasfresser mit einem breiten Nahrungsspektrum, das Detritus, organisches Material aus dem Algenschaum der Meeresoberfläche, kleine Crustacea und Algen umfasst. Bei der Nahrungsaufnahme wird Sand oder anderes Substrat mit den Scherenbeinen geschöpft, die Nahrung zerrissen und dann zum Verzehr zur Mundöffnung geführt.

## Feinde
Zu den wesentlichen Prädatoren von P. longicarpus gehören Vögel, Fische, Schnecken, Oktopusse und auch andere Krebstiere wie die Strandkrabbe. Die Schneckengehäuse, in denen Einsiedlerkrebse leben, sind von entscheidender Bedeutung für ihren Schutz und die Minimierung von Prädation. Daher ist die richtige Auswahl der Schalen entscheidend. Der Langarm-Einsiedler vermeidet es, Schneckenhäuser mit großen Schäden zu besiedeln, da er in ihnen gegen Prädatoren weniger gut geschützt wäre. Die häufigste Art der Beschädigung von Einsiedlerkrebsschalen sind kleine Löcher. Diese Löcher werden von Nabelschnecken (Naticidae) in die Schneckenhäuser gebohrt, die die ursprünglich in den Gehäusen lebenden Schnecken erbeuten wollen.

## Verhalten
Bei dieser Art ist intraspezifischer Wettbewerb sehr häufig, meist ausgelöst durch Ressourcenmangel. Eine der wichtigsten begrenzenden Ressourcen für Einsiedlerkrebse ist die Verfügbarkeit von Schneckenhäusern, die für ihr Überleben und ihren Fortpflanzungserfolg entscheidend sind. Für den Langarm-Einsiedler ist es wichtig, ein Schneckenhaus von passender Größe zu finden. Wenn es zu groß ist, müssen die Krebse unnötig viel Energie aufwenden, um es zu tragen und sich damit fortzubewegen. Ist es hingegen zu klein, sind sie der Gefahr von Prädation und Austrocknung stärker ausgesetzt. Die Auswahl des richtigen Schneckenhauses spielt ebenso für den reproduktiven Erfolg von P. longicarpus eine Rolle. Der reproduktive Erfolg ist positiv mit der Größe des bewohnten Schneckenhauses korreliert. Auch das Wachstum kann durch das Bewohnen eines größeren Schneckenhauses stimuliert werden. Außerdem nimmt P. longicarpus keine Nahrung auf, solange er kein Gehäuse passender Größe bewohnt. Dies kann dazu führen, dass er verhungert. Durch die verschiedenen Faktoren liegt ein starker Selektionsdruck darauf, ein passendes Schneckenhaus zu finden. Dies führt oft zu aggressiven intraspezifischen Interaktionen. P. longicarpus kämpft deshalb nicht nur um Nahrung und Paarungspartner, sondern auch um die passenden Schneckenhäuser. Größere Krebse oder Krebse mit weniger passenden Schneckenhäusern entfernen oft gewaltsam andere Krebse aus deren Schneckenhäusern, indem sie die Scheren oder Beine des Bewohners mit ihren Scheren umklammern. Andererseits wird auch berichtet, dass Einsiedlerkrebse dieser Art sozial kooperatives Verhalten zeigen, indem sie beim Wechsel der Behausung eine Abstimmung bezüglich der Größe geeigneter Schneckenhäuser vornehmen: So seien bereits bis zu 20 Tiere dabei beobachtet worden, wie sie vor einem Schneckenhaus auf das Eintreffen eines größeren Tieres warteten, um nacheinander in das jeweils freiwerdende, nur minimal größere Schneckenhaus schlüpfen zu können. Neben der Prädation ist die Verfügbarkeit passender Schneckenhäuser ein wesentlicher Faktor für die Populationsgröße von P. longicarpus in einem bestimmten Gebiet.

## Fortpflanzung
Die Paarungszeit von P. longicarpus reicht vom späten März bis in den Oktober hinein mit einem Peak im April. Die Männchen konkurrieren untereinander während der Paarungszeit um die paarungsbereiten Weibchen. Wie auch andere Crustacea zeigt P. longicarpus ein präkopulatorisches Mate-guarding-Verhalten, indem die Männchen sich am Schneckenhaus eines Weibchens oder an dessen Extremitäten festhalten, sobald dieses ein Pheromon ausstößt, das seine sexuelle Reife signalisiert. Männliche und weibliche Langarm-Einsiedler lassen sich anhand der Morphologie ihrer Pleopoden unterscheiden. Männchen haben zwei Pleopoden, während die Weibchen drei verzweigte Pleopoden haben, an denen ihre Eier befestigt sind.

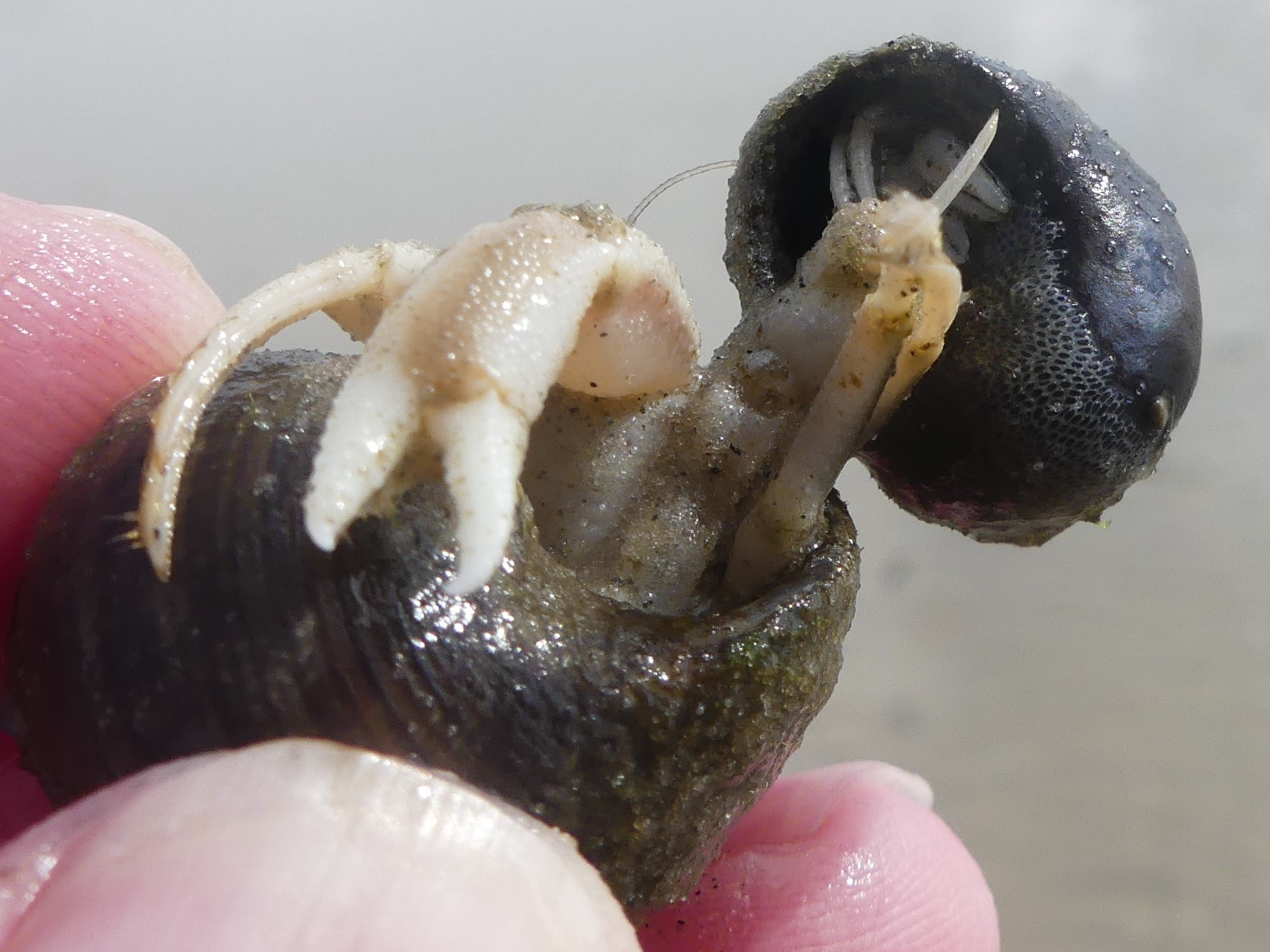
Mate-guarding beim Langarm-Einsiedler